# Chris Wright (Wrestler)
Chris Wright (* 7. Januar 1971 in Emit, North Carolina) ist ein ehemaliger US-amerikanischer Wrestler, bekannter unter seinem Ringnamen C. W. Anderson. Er wurde als Mitglied des legendären Anderson Clans ausgegeben, sein Ringoutfit, wie auch sein Spitzname „The Enforcer“ waren dabei an Arn Anderson angelehnt. Zuletzt trat er bei Extreme Championship Wrestling, einem Kader von World Wrestling Entertainment als Christopher W. Anderson auf.

## Karriere
Wright begann seine Wrestling-Karriere 1993. Zunächst war er in kleinen Ligen mit Maske unter dem Namen El Chico aktiv. Später arbeitete er in der NWA und bekam hier den Namen C.W. Anderson. Im Team mit Pat Anderson durfte er 1996 den NWA World Tag Team Championship gewinnen.
Im gleichen Jahr eröffnete Wright eine Wrestlingschule in Smithfield, North Carolina, welche den Namen „The Anderson Academy“ trug. Ab 1998 trainierte er bei World Championship Wrestling, wurde dort aber nicht als erfolgversprechend angesehen. 1999 verließ er daher die Organisation und ging zu Extreme Championship Wrestling. Hier gehörte er der Gruppierung New Dangerous Alliance an, welche neben ihm aus Wild Bill Whiles, Elektra und Lou E. Dangerously bestand.
Nach Schließung der ECW war Wright bei verschiedenen, unabhängigen Organisationen, wie Turnbuckle Championship Wrestling, Ring of Honor und ZERO1-MAX angestellt. 2004 war er auch kurz bei Total Nonstop Action Wrestling zu sehen und nahm 2005 am Hardcore Homecoming Event von Shane Douglas teil. Zudem hatte er in den Jahren 2004 und 2005 immer wieder Auftritte in WWE-Shows, so auch bei ECW One Night Stand.
Ab 1. August 2006 arbeitete Wright im ECW-Roster der WWE, wurde jedoch bereits im Januar 2007 wieder entlassen. Am 4. November 2007 gab er sein Karriereende als aktiver Wrestler bekannt.

## Erfolge
- Carolina Championship Wrestling Association
  - 1× CCWA Heavyweight Champion
  - 3× CCWA Tag Team Champion (mit Pat Anderson)

- Live Action Wrestling
  - 1× LAW Heavyweight Champion

- Major League Wrestling
  - 1× MLW Global Tag Team Champion (mit Simon Diamond)

- National Wrestling Alliance
  - 2× NWA 2000 Tag Team Champion (1× mit Pat Anderson, 1× mit Cueball Carmichael)
  - 1× NWA World Tag Team Champion (mit Pat Anderson)

- NIWA
  - 1× NIWA Television Champion

- Palmetto Pride Championship Wrestling
  - 1× PPCW Heavyweight Champion

- Pro Wrestling Federation
  - 1× PWF Universal Champion
  - 1× PWF United States Champion
  - 2× PWF Tag Team Champion (mit Steve Corino)
  - 1× PWF Television Champion

- Pro Wrestling WORLD-1
  - 1× PWW-1 Tag Team Champion

- Pro Wrestling ZERO1-MAX
  - 1× NWA Intercontinental Tag Team Champion (mit Steve Corino)
  - 1× NWA United National Champion

- Southern Championship Wrestling
  - 1× SCW Heavyweight Champion
  - 2× SCW North Carolina Champion
  - 4× SCW Tag Team Champion (2× mit Pat Anderson, 1× mit Cueball Carmichael, 1× mit Dewey Cheatum)

- SWA
  - 1× SWA Tag Team Champion (mit Pat Anderson)

- X3
  - 1× X3 Heavyweight Champion

| Personendaten    | Personendaten                                                   |
| ---------------- | --------------------------------------------------------------- |
| NAME             | Wright, Chris                                                   |
| ALTERNATIVNAMEN  | Anderson, C. W. (Ringname); Anderson, Christopher W. (Ringname) |
| KURZBESCHREIBUNG | US-amerikanischer Wrestler                                      |
| GEBURTSDATUM     | 7. Januar 1971                                                  |
| GEBURTSORT       | Emit, North Carolina                                            |